# Uroš Plavšić
Uroš Plavšić (Čačak, 22 de dezembro de 1998) é um jogador de basquete sérvio.

## Carreira
Plavšić nasceu em Čačak, Sérvia, RF da Iugoslávia em 28 de dezembro de 1998. Ele cresceu em sua cidade natal, Ivanjica. Plavšić jogou pelo time júnior do Mega Basket e foi incluído em sua lista sênior no meio da temporada de 2015-16. Ele fez sua estreia profissional pelo Smederevo da Liga de Basquete da Sérvia (KLS) na temporada 2016-17 e teve uma média de 4,5 pontos, 2,4 rebotes e 0,5 assistências por jogo e foi companheiro de equipe do futuro jogador da NBA Goga Bitadze.
Em outubro de 2017, Plavšić mudou-se para Chattanooga e matriculou-se na Hamilton Heights Christian Academy, onde jogou seu último ano, com média de 9,6 pontos e 7,5 rebotes por jogo.
Plavšić inicialmente se comprometeu verbalmente com o Cleveland State Vikings, mas depois mudou seu compromisso para o Arizona State Sun Devils. Ele ficou de fora em seu primeiro ano. Em 2019, ele se comprometeu e foi transferido para o Tennessee Volunteers. Em seu último ano, Plavšić teve uma média de 4,9 pontos e 3,4 rebotes por jogo.
Depois de não ter sido selecionado no draft da NBA de 2023, Plavšić foi nomeado membro do elenco do Atlanta Hawks da NBA Summer League de 2023. Em agosto de 2023, Plavšić assinou um contrato com a Mega Basket da Liga ABA e da Liga de Basquete da Sérvia (KLS). Ao longo da temporada, Plavšić em 27 jogos da Liga ABA teve uma média de 15,4 pontos e 7,7 rebotes em 65,6% de arremessos de campo. Em junho de 2024, Plavšić assinou contrato com o Crvena Zvezda.
Nos Jogos Olímpicos de Verão de 2024, em Paris, conquistou a medalha de bronze no torneio masculino do basquetebol, após vencer confronto contra a equipe alemã por 93–83 na disputa pelo terceiro lugar.